# Olympische Jugend-Sommerspiele 2018/Teilnehmer (Tschad)
| Gelbes Symbol für Goldmedaillen mit stilisierten Olympischen Ringen | Graues Symbol für Silbermedaillen mit stilisierten Olympischen Ringen | Braundes Symbol für Bronzemedaillen mit stilisierten Olympischen Ringen |
| ------------------------------------------------------------------- | --------------------------------------------------------------------- | ----------------------------------------------------------------------- |
| —                                                                   | —                                                                     | —                                                                       |

Die Jugend-Olympiamannschaft des Tschad für die III. Olympischen Jugend-Sommerspiele vom 6. bis 18. Oktober 2018 in Buenos Aires (Argentinien) bestand aus zwei Athleten.

## Athleten nach Sportarten

### Judo
Mädchen
- Fatime Barka Segue
Klasse bis 52 kg: 9. Platz
Mixed: 9. Platz (im Team Sydney)

### Taekwondo
Jungen
- Casimir Djinodi
Klasse bis 63 kg: 9. Platz